# Principia Mathematica
För Isaac Newtons verk från 1687, se Philosophiæ Naturalis Principia Mathematica.

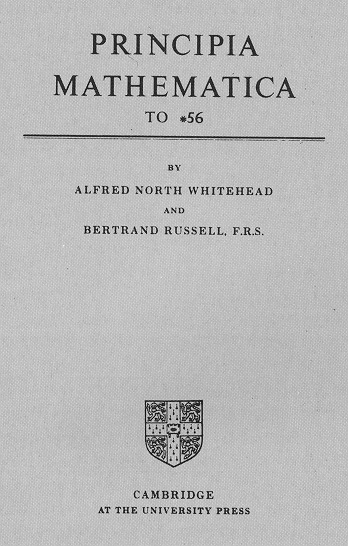
Titelsidan till Principia Mathematica

Principia Mathematica är ett monumentalt verk om matematikens grunder, författat av Alfred North Whitehead och Bertrand Russell, som publicerades i tre volymer 1910–1913. Arbetet är ett försök att bevisa logicismens tes - att aritmetiken och matematiken kan betraktas som en del av logiken och därmed kan härledas från ett i logiken axiomatiskt uppbyggt system.
Principia Mathematica bygger huvudsakligen på de idéer, som Russell hade skisserat redan i Principles of Mathematics från 1903. En andra reviderad upplaga av Principia Mathematica gavs ut 1927. I denna används ett kompaktare och effektivare symbolspråk, där det av logikern Henry M. Sheffer 1920 lanserade konnektivet Sheffers streck genomgående har anammats av Russell. 
Även om Kurt Gödel 1931 visade att verkets huvudsyfte inte är möjligt att uppnå, har det haft en fundamental betydelse för aritmetiken och utvecklingen av den moderna logiken då det innehåller en genomträngande analys av aritmetikens grundbegrepp och en systematisering och effektivisering av den formella logiken och dess symbolspråk.